# Daniel Benoist
Pour les articles homonymes, voir Benoist.
Daniel Benoist, né le 9 février 1908 à Paris et mort le 3 mai 2004 à Nevers, est un chirurgien gynécologue et homme politique français. Il a été secrétaire d'État auprès du ministre des affaires sociales et de la solidarité nationale, chargé des personnes âgées de 1982 à 1984.

## Biographie
Il est le fils de Léon Benoist, directeur à l'Assistance publique, et de Cécile Godrie. 
Marié avec Odette Bramard, ils ont 4 enfants : Jean-Paul, Alain, Marie-Claude et Thierry. Il est le beau-fils d'Émile Bramard, maire socialiste de Luzy de 1929 à sa mort en 1939. Veuf, il se remaria le 2 mai 1986 à Nadia Soudchack.

## Études et diplômes
Il étudie au collège Sainte-Barbe puis au lycée Henri-IV et à la faculté de médecine de Paris. Il obtient son diplôme de docteur en médecine. 

## Carrière
Il effectue son internat à l'hôpital Saint-Joseph à Paris avant de s'installer comme chirurgien à la maternité de Luzy, puis à celle d'Autun.
Durant la Seconde Guerre mondiale, il rejoint la Résistance au sein du maquis Louis, établi à Larochemillay, dans les environs de Luzy.
Daniel Benoist est maire de Luzy (1953-1971), conseiller général du canton de Luzy (1955-1972), puis du canton de Nevers (1972-1973) et du canton de Nevers-rural (1973-1985), maire de Nevers de 1971 à 1983. Il en est l'allié ou l'adversaire de François Mitterrand, parfois déterminé comme lors des élections législatives de 1958, puis le partenaire et soutien obligé au sein de la FGDS et du Parti Socialiste.
Il est élu sénateur de la Nièvre le 24 février 1963, fonction qu'il occupe jusqu'au 3 avril 1967.
Il est ensuite député de la Nièvre du 12 mars 1967 au 8 décembre 1982.
Il est nommé secrétaire d'État auprès du ministre des affaires sociales et de la solidarité nationale, chargé des personnes âgées du 8 décembre 1982 au 17 juillet 1984, dans les gouvernements Pierre Mauroy II et III.
Il a écrit un livre de mémoires sur ses liens avec François Mitterrand, qui s'intitule Mémoires de Lui et de Moi paru aux Éditions A à Z.
Il devient membre de l'Académie du Morvan en 1968.

## Distinctions
- Chevalier de la Légion d'honneur[7]
- Croix de guerre 1939-1945[7]
- Croix du combattant volontaire de la Résistance[7]